# سورن کلیسون
سورن کلیسون (سوئدی: Sören Claeson؛ زادهٔ ۹ فوریهٔ ۱۹۵۹) کشتی‌گیر اهل سوئد بود.